# Adavale
Adavale ist eine kleine Ortschaft im australischen Bundesstaat Queensland, die etwa 100 Kilometer nordöstlich von Quilpie, 186 Kilometer von Charleville und 931 Kilometer von Brisbane entfernt liegt.
Der Ort wurde am 3. Dezember 1872 zur Stadt ernannt und zählte um 1897 fünf Hotels innerhalb seiner Grenzen. Es war ein Zwischenaufenthalt des Transportunternehmens Cobb & Co, das eine Strecke von Charleville über Cheepie nach Windorah bediente. Der Ort wurde unbedeutend, als eine Eisenbahnlinie gebaut wurde und er keinen Anschluss ans Eisenbahnnetz erhielt, sondern Quilpie. Heute hat Adavale nur noch 12 Einwohner. 2006 hatte Adavale und das ihn umgebende Gebiet eine Bevölkerung von 93 Personen. Im Ort gibt es ein kleines Museum in dem historischen Gebäude eines Metzgers, in dem Erinnerungsstücke aus der Vergangenheit von Adavale ausgestellt sind.
Die Temperaturen von Adavale erreichen im Sommer 27 bis 36 °C und im Winter 6 bis 21 °C.
Der Ort ist heute nur auf einer unbefestigten Straße von Quilpie und von Blackall erreichbar. In Adavale gibt es eine Möglichkeit zum Camping.
1872 wurden in der Nähe des Ortes eines der ersten Opalvorkommen Australiens entdeckt.